# آلبرتو اسکتینو
آلبرتو اسکتینو (انگلیسی: Alberto Schettino؛ زادهٔ ۲۶ مارس ۱۹۸۴) بازیکن فوتبال اهل ایتالیا است.
از باشگاه‌هایی که در آن بازی کرده‌است می‌توان به باشگاه فوتبال لاتینا، باشگاه فوتبال آ.اس. رم، باشگاه فوتبال آلساندریا، و باشگاه فوتبال پرو ورچلی اشاره کرد.